# Cyanicula amplexans
Cyanicula amplexans là một loài thực vật có hoa trong họ Lan. Loài này được (A.S.George) Hopper & A.P.Br. mô tả khoa học đầu tiên năm 2000.